# Zalesie (powiat sępoleński)
Zalesie – wieś w Polsce położona w województwie kujawsko-pomorskim, w powiecie sępoleńskim, w gminie Sępólno Krajeńskie.
W latach 1975–1998 miejscowość należała administracyjnie do województwa bydgoskiego. Według Narodowego Spisu Powszechnego (III 2011 r.) liczyła 213 mieszkańców. Jest piętnastą co do wielkości miejscowością gminy Sępólno Krajeńskie.